# Laminafroneta locketi
Espèce
Synonymes
- Afroneta locketi Merrett & Russell-Smith, 1996

Laminafroneta locketi est une espèce d'araignées aranéomorphes de la famille des Linyphiidae.

## Distribution
Cette espèce est endémique d'Éthiopie.

## Étymologie
Cette espèce est nommée en l'honneur de George Hazelwood Locket.

## Publication originale
- Merrett & Russell-Smith, 1996 : New mynoglenine spiders from Ethiopia (Araneae: Linyphiidae: Mynogleninae). Bulletin of the British Arachnological Society, vol. 10, p. 218-224.